# Sphecosoma sparta
Sphecosoma sparta là một loài bướm đêm thuộc phân họ Arctiinae, họ Erebidae.